# Gueorgui Sumnévich
Georgui Prokopievich Sumnevich (translitera del cirílico en ruso: Сумневич, Георгий Прокопьевич) (Tobolsk, 27 de septiembre de 1909-10 de septiembre de 1947) fue un biólogo, sistemático, botánico, pteridólogo y profesor ruso. 
Su padre era Prokopy Hermogenovich Sumnevich, un especialista en silvicultura, que inculcó en su hijo el amor por los estudios botánicos, llevándolo a realizar excursiones naturalistas desde la infancia. Desde 1928, Georgji estudió en la Facultad de Biología de la Universidad Estatal de Tomsk; y, en 1932 se graduó en geobotánica. Entre sus profesores se encontraban conocidos taxónomos, los profesores Borís Shishkin y Porfiri Krylov.
En 1930, Georgji fue a las tierras bajas del mar Caspio para estudiar la ecología de la chondrilla. En 1931 participó en la expedición del sur de Siberia de la Academia de Ciencias; en 1932, fue en una expedición a la costa sur del lago Issyk-Kul y las cordilleras Terskey AlaTau; en 1933 en la región Transbaikalia; en 1934 en un barrio de Ulán-Udé; en 1935 cerca de Semipalatinsk; y, en 1936-1937, alrededor de Tomsk.
Después de graduarse de la universidad, Georgui Prokopievich se quedó en la Universidad de Herbarium, donde comenzó a trabajar como asistente. También comenzó a dar conferencias sobre la sistemática de las plantas superiores.
En 1938, se trasladó a Taskent, convirtiéndose en un alto miembro del Comité de Acuerdos con las Ciencias de Uzbekistán (en adelante, la rama de la Academia de Ciencias de la URSS; y, desde 1943, la Academia de Ciencias de Uzbekistán). En 1939, también comenzó a dar conferencias sobre fitogeografía y botánica general, con el título de profesor asociado en el Instituto Pedagógico de Taskent.
En 1938, participó en la expedición del Comité de Ciencias de la RSS de Uzbekistán; y, en 1939, viajó al oeste de Tien Shan para el estudio de los árboles frutales y arbustos locales.
En 1939, Georgiy Prokopevich Sumnevich defendió su tesis para el grado de candidato de ciencias biológicas en la Universidad Nacional de Uzbekistán (Universidad de Asia Central). En 1941, fue aprobado por Comisión Mayor de certificación (HAC) en el rango de profesor asistente; y, en 1943 el Presidium de la Academia Rusa de Ciencias lo respaldó en el rango de investigador.
En 1942, GP Sumnevich estudió rosas en el Distrito Akhangaran de la región de la Provincia de Taskent; y, en 1943 en el Distrito Dzhandzhak de la región de provincia de Kashkadar. En 1944, estudió la vegetación de la cuenca Angren y las rosa mosqueta del Distrito Urgut de la región de Samarcanda y el Distrito de Asht.
En 1947 comenzó el estudio de la vegetación, de la parte sudoeste de Gissar, en una expedición UzSSR. El 10 de septiembre de 1947, durante el trabajo de campo, Georgy Prokopievich murió repentinamente.

## Algunas publicaciones
- Sumnevich GP. Лекарственная валериана Азиатской части СССР (La valeriana medicinal de la parte asiática de la URSS). Tashkent, 1941. 127 p.
- Sumnevich GP. Дикорастущие пищевые растения Узбекистана (Plantas alimenticias silvestres de Uzbekistán). Tashkent, 1942. 103 p.
- Sumnevich GP. Дикие плодово-ягодные растения Узбекистана, их сбор и заготовка (Frutas y bayas silvestres de Uzbekistán, su recolección y cosecha). Tashkent, 1942. 60 p.
- Sumnevich GP. Шиповники Узбекистана, богатые витаминами (Jinetes de Uzbekistán, rico en vitaminas). Tashkent, 1947. 41 p.

## Reconocimientos
Unas 12 especies se nombraron en su honor:
- (Fabaceae) Astragalus sumneviczii Pavlov, 1952 [2]
- Dryas sumneviczii Serg. 1957[3]
- Festuca sumneviczii Serg. 1965[4] [= Festuca hubsugulica Krivot. 1955][5]
- Oxytropis sumneviczii Krylov 1932[6]
- Rosa sumneviczii Korotkova 1948[7]
- Saussurea sumneviczii Serg. 1949 [= Saussurea pricei N.D.Simpson, 1913[8]]
- Senecio sumneviczii Schischk. & Serg. 1949[9] [= Tephroseris turczaninovii (DC.) Holub, 1973][10]
- Taraxacum sumneviczii Schischk., 1949[11]
- Valeriana sumneviczii Vorosch., 1959[12] [= Valeriana rossica P.A.Smirn. 1927[13]]